# César (skulptör)
César Baldaccini, född 1 januari 1921 i Bouches-du-Rhône, död 6 december 1998 i Paris, var en fransk skulptör. Hans föräldrar kom från Toscana och drev en bar i centrala Marseille. Han deltog i neorealismens framväxt från 1961 och framåt. Han har givit namn åt Césarpriset, det mest hedrande filmpriset i Frankrike, vilket består av en liten bronsskulptur av honom. Han är representerad på Tate Gallery i London och MoMA i New York.

## Galleri

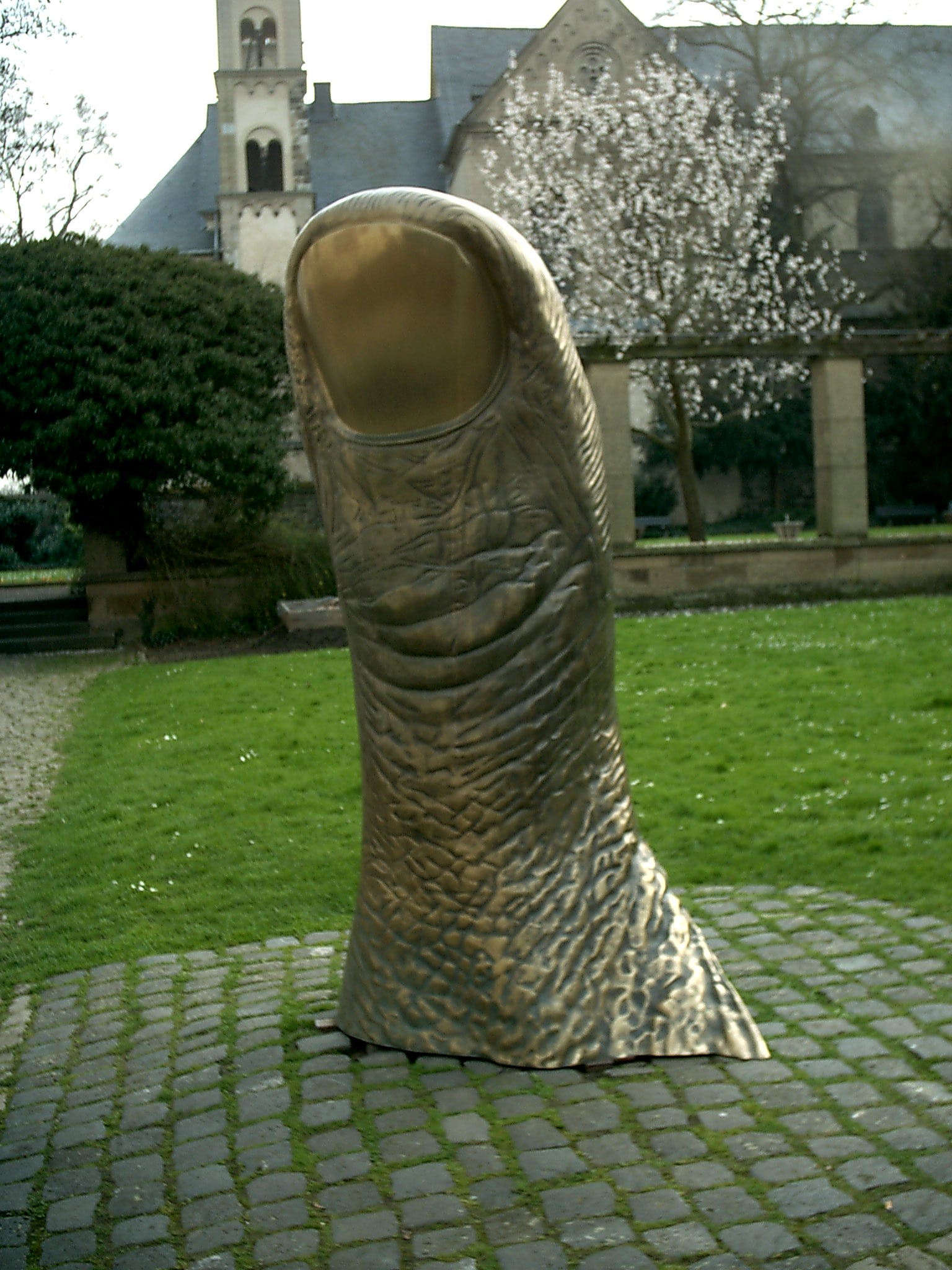
Le pouce (1965), sedan 1993 finns denna replik i brons på Ludwig Museum i tyska Koblenz

## Utställningar
- 1961: The Art of Assemblage, Museum of Modern Art i New York. Tillsammans med Arman, François Dufrêne, Raymond Hains, Mimmo Rotella, Jacques Villeglé, Jean Tinguely och Daniel Spoerri